# Az elnök különgépe
Az elnök különgépe (Air Force One) egy 1997-es amerikai thriller Harrison Ford, Gary Oldman és Glenn Close főszereplésével, Wolfgang Petersen rendezésében.
Észak-Amerikában a Columbia Pictures mutatta be 1997. július 25-én, míg Magyarországon ugyanezen év október 30-án került a mozikba az InterCom forgalmazásában.
A filmet két Oscar-díjra jelölték, mégpedig a legjobb vágás és a legjobb hangeffektek kategóriákban.

## Cselekmény
|  | Alább a cselekmény részletei következnek! |

Három héttel azután, hogy az amerikai és orosz különleges erők elfogják Kazahsztán zsarnok vezetőjét, Ivan Radeket, az Amerikai Egyesült Államok elnöke, James Marshall moszkvai látogatása alkalmával mondott beszédében leszögezi, hogy az USA változtat külpolitikáján, s határozottabban lép fel a terrorizmus ellen, nem engedve utat a fenyegetésnek. Ezt követően Marshall hazaindul Washingtonba az Air Force One fedélzetén. A biztonsági szolgálatot kijátszva egy orosz ultranacionalista csoport forgatóstábnak álcázva magát felszivárog a gépre, ahol titkos szövetségesük is van Gibbs ügynök, a titkosszolgálati vezető személyében. Nem sokkal a felszállást követően Gibbs végez három ügynöktársával, majd biztosítja a hozzáférést a terroristáknak a gép fegyverszekrényéhez. Jegor Korzsunov vezetésével a támadók káoszt szülve lövöldözni kezdenek, miközben az elnököt kutatják a fedélzeten, nem kímélve az útban álló ügynököket. A megmaradt utasokat (köztük Shepard vezérkari főnököt, Caldwell ezredes haditanácsadót, Jack Doherty nemzetbiztonsági tanácsadót, illetve Marshall feleségét és lányát) túszként bezárják az egyik helyiségbe. A legénység vészhelyzetet jelent, s leszállást készít elő az útba eső Ramstein légibázisnál. Az elnököt két ügynök a mentőkabinhoz evakuálja, mielőtt az oroszok életüket veszik. A kabin még időben elhagyja a gépet, így a terroristák a pilótafülkéhez igyekeznek. Marshall azonban a fedélzeten maradt, s a csomagtérben igyekszik megoldást találni a helyzetre. Ezalatt a terroristák megölik a landolni készülő pilótákat, majd az irányítást átvéve visszaemelkednek a levegőbe, a légibázis legénységének meglepetésére.
Washingtonban a Fehér Házba érkezik Kathryn Bennett alelnökasszony, hogy Walter Dean védelmi miniszterrel és más illetékes hivatalnokokkal együtt értesüljön az előállt szituációról. Rövidesen megtudják, hogy Marshall nem volt a mentőkabinban, így túsz, vagy akár halott is lehet. Korzsunov jelentkezik: Radek szabadon bocsátását követeli, s amennyiben ez nem történik meg, félóránként kivégez egy túszt. Fenyegetőzése hamarosan bizonyosságot nyer, mikor élő vonal mellett főbe lövi Doherty biztonsági tanácsadót, miután Bennett tájékoztatta róla, hogy Petrov orosz elnök nem hajlandó kiadni a kazah diktátort (lévén nem kap megerősítést arról, hogy ezzel az amerikai elnököt védené).
Marshall a poggyászfedélzeten végez egy eltérítővel, s rátalál egy műholdas telefonra. Épp mikor Washingtont próbálja hívni vele, egy újabb orosz bukkan fel, aki foglyul ejti. A hívás mindazonáltal eléri a Fehér Házat, s Marshallnak sikerül légitámadást parancsba adnia a saját, ennek ellenálló gépére, így a pillanatnyi zavar közepette leszereli a terroristát. Az elnök terve, hogy elfolyatja az üzemanyagot, s ezzel leszállásra kényszeríti az Air Force One-t. Mindez működni látszik, ám felfedezik jelenlétét, ha személyazonosságára nem is derül fény. Korzsunov Melanie Mitchell sajtóreferens életével próbálja megadásra kényszeríteni a vakmerő titkosügynöknek vélt Marshallt, ám nem sok híján, de kudarcot vall. Míg az oroszok az üzemanyag-ellátás helyreállításán ügyködnek, Marshall kisurran az alagsorból és az egyik terroristát gépfegyverrel sakkban tartva bejut a túszokhoz, ahonnan feleségét és lányát Korzsunov ekkora már magával vitte. Caldwell ezredes azzal az ötlettel áll elő, hogy a Korzsunov által kizsarolt üzemanyag-töltőgép érkeztekor kellő magasságba és sebességbe beálló Air Force One fedélzetéről a túszok ejtőernyővel ugorjanak le a gép hátsó részéből. Az elképzelést sikerrel hajtják végre, de a tartálygép felrobban, s a terroristák felfedezik a menekülőket. A fedélzeten maradtakat, Caldwellt, Shepardöt, Gibbst, Marshallt és annak családját Korzsunov elé vezetik. Korzsunov fizikai bántalmazással tölti ki haragját Marshallon, majd arra kényszeríti, hogy felhívja az orosz elnököt Radek szabadon eresztésének elrendeléséért. Ezalatt Washingtonban Dean védelmi miniszter indítványt nyújt be a kabinet elé Marshall lemondatásáról döntésképtelenségére hivatkozva, azonban Bennett nem írja alá a dokumentumot. Amint Radek távozását készítik elő, Marshall és a túszok kiszabadítják magukat és végeznek a maradék megszállóval, ám Korzsunov a First Ladyt magához szorítva rálő az elnökre. Shepard a súlyos sérülést okozó golyó elé veti magát, így Marshall követni tudja az oroszt a gép végébe. A két férfi veszedelmes kézitusát vív a nyitott farú repülő leghátsó rámpáján, míg végül Marshall kilöki Korzsunovot az Air Force One-ról az ejtőernyő zsinórját a terrorista nyaka köré tekerve. Ezután, pillanatokkal azelőtt, hogy Radek visszanyerné szabadságát, felhívja Petrovot, aki elrendeli az őröktől az egykori tábornok lelövését.
Radekhez hű kazahsztáni területekről MiG-ek veszik célba a különgépet, s megtorlásképpen komoly kárt tesznek a járműben. Az amerikai vadászgépek közbeavatkoznak és visszaverik a támadókat, azonban a sérülések következtében a géppel már nem lehet leszállni. Gyors eljárással kábellel kapcsolnak rá egy mentőgépet az Air Force One-ra, hogy az embereket átmenekítsék rajta, ám a meghibásodott repülő folyamatosan veszít magasságából, veszélyeztetve a légierő képzett ejtőernyősei által vezényelt biztonságos átérést. Marshall, Caldwell és Gibbs marad hátra, mikor már csak egy ember átszállítására van elegendő idő. Caldwell és az ernyős ragaszkodik Marshallhoz, azonban Gibbs pisztolyt ránt, s lelövi mindkettőjüket. Marshallnak sikerül kiütnie az áruló kezéből a fegyvert, s az utolsó pillanatban a biztosított hevederrel kiugrania a Kaszpi-tengerbe zuhanó repülőről. A C–130 Hercules bejelenti, hogy hívójelet változtat: Liberty 24-ről Air Force One-ra.
|  | Itt a vége a cselekmény részletezésének! |

## Szereplők
- Harrison Ford – James Marshall (magyar hangja Végvári Tamás)[2] – Az Amerikai Egyesült Államok elnöke, aki hazafelé tart Oroszországból a különgépén.

A szerepet eredetileg Kevin Costnernek írták, azonban a színész A jövő hírnökéhez fűződő elhivatottsága miatt nem tudta vállalni; ő ajánlotta Fordot maga helyett. Ford külön kérte színésztársát, Gary Oldmant, hogy az ténylegesen üsse őt meg a felvételek alatt.
- Gary Oldman – Jegor Korzsunov (magyar hangja Kálloy Molnár Péter)[2] – Orosz ultranacionalista terrorista, aki átveszi az irányítást az Air Force One felett.

Oldman hátborzongató játékának köszönhetően kiérdemelte a „Scary Gary” („Ijesztő Gary”) becenevet a forgatáson. Noha a filmben a szereplő keresztneve Jegorként jelenik meg, a stáblistán az Ivan olvasható.
- Glenn Close – Kathryn Bennett (magyar hangja Kútvölgyi Erzsébet)[2] – Az Egyesült Államok alelnöke, akivel Korzsunov közli a követelését.

Bill Clinton elnök 1996 nyarán, szabadsága idején meghívta a színésznőt magához vacsorára, amin részt vett Harrison Ford is. Ford letérdelve kérte meg Close-t, hogy „legyen az alelnöke” új filmjében, melyet épp akkor kezdett forgatni. Close úgy érezte, nem mondhat nemet.
- Wendy Crewson – Grace Marshall (magyar hangja Kovács Nóra)[2] – A first lady, Marshall felesége.
- Liesel Matthews – Alice Marshall (magyar hangja Simonyi Piroska)[2] – Marshall lánya.
- Dean Stockwell – Walter Dean (magyar hangja Barbinek Péter)[2] – Az Egyesült Államok védelmi minisztere.
- Paul Guilfoyle – Lloyd Shep Shepherd (magyar hangja Balázsi Gyula)[2] – Marshall vezérkari főnöke, aki szintén a gép fedélzetén tartózkodik.
- Xander Berkeley – Gibbs (magyar hangja Németh Gábor)[2] – A titkosszolgálat vezető ügynöke az Air Force One-on.
- William H. Macy – Caldwell (magyar hangja Benkő Péter)[2] – Ezredes, haditanácsadó az Air Force One-on.
- Jürgen Prochnow – Ivan Radek (nem szólal meg)[2] – Kazahsztán bebörtönzött diktátora.

A filmben használttal ellentétben a stáblistán a szereplő keresztnevét Alexanderként tüntetik fel.

## Háttér

### A forgatókönyv
Wolfgang Petersen a DVD audiokommentárjában elárulja, hogy az eredeti forgatókönyv magyarázatot adott Gibbs titkosügynök árulására: egykor a CIA-nek dolgozott, s a hidegháború befejeztével sokat veszített. Haragot táplált az amerikai kormány felé, ezért segített a CIA-s időszakából ismert terroristáknak. Végül azonban ezen háttértörténet kimaradt a végleges változatból, mert túl hosszúnak ítélték meg az elmeséléséhez szükséges időt.
Az egyik producer szerette volna, ha a film végén Marshall egyszerűen kihajítja Korzsunovot a gépből, azonban a forgatókönyvíró úgy érezte, ez túl kézenfekvő megoldás lenne, így a filmben látható konszenzusra jutottak: az orosz nyakát szegi, mikor az elnök körbetekeri az ejtőernyő zsinórjával, majd kinyitja azt.

### A forgatás
Az elnök különgépe forgatási munkálatai 1996. szeptember 16. és 1997. január 17. között folytak. A nyitójelenetet, melyben az éj leple alatt a hadsereg megszállja Radek házát, Clevelandben forgatták, Ohio államban. A diktátor kastélyaként szolgáló épület a Severance Hall, a Clevelandi Zenekar otthona, beltere pedig a Cuyahova Megyei Bíróság épülete, szintén Clevelandben. Felismerhető a bíróság szoborral díszített előcsarnoka és egy keskeny folyosóként a törvénykönyvtár. Az orosz börtön, ahol Radeket fogva tartják, a valóságban a Mansfield Javítóintézet. A Ramstein Légibázis jeleneteit a Rickenbacker Nemzetközi Repülőtéren, a szintén ohiói Columbus városában vették fel. Mivel a repülőgépnek jól kellett látszódnia az éjszakai napszak ellenére is, némi fényre szükség volt; e kitétel napi kétszer 15 perces időintervallumra szorította a forgatást, pirkadatkor és alkonyatkor. A 747-es kifordulását a földön ezen jelenetsorban félsebességnél vették fel. A végső jelenetsort a kábellel a két gép között a kaliforniai Csatorna-szigetek közelében forgatták. Paul Bishop repült a 747-essel néhány lábra az MC-130-astól. A kamerát szállító módosított B-25-ös gép végsebessége 230 mérföld körül volt, így a szekvenciát 200 mérföld környékén vették fel, amihez a 747-esnek megnövelt szárnyakra volt szüksége.
A CNN engedélyt adott a stábnak, hogy valódi Los Angeles-i stúdiójukban forgassák le a filmben látható jelenetet, melyben egy hírbeolvasó bejelenti, hogy az elnök gépe lezuhant (ami egyébként nem felel meg a film valóságának). Még a bemutató előtt, a Time Warner egyik felső vezetője dühödten reagált, mikor tudomást szerzett a szcénáról. A meg nem nevezett igazgató Matt Drudge online újságírónak adott interjújában adott hangot felháborodásának: „Azt a jelenetet, melyben a CNN logója látható, azonnal ki kell vágni, mielőtt bemutatják a filmet. […] Ez őrület és sérti a becsületünket. […] Eljátszani az elnököt érintő repülőgép-balesetről szóló híradást? Nincs lelkiismeretük?”
A forgatás egyik napján két F/A-18-as vadászgép bukkant fel és meglepett jelentést tettek, miszerint az általuk azonosításra felszólított repülő az Air Force One volt, golyó ütötte lyukakkal (amik valójában matricák voltak). A Los Angeles-i légi irányítás azonban tudott a forgatásról, és tisztázta a helyzetet a pilótáknak.

### Az elnök különgépe
A filmkészítőktől megtagadták a belépést az igazi Air Force One gépekre, így kénytelenek voltak a fedélzeten járt emberek leírásaira és a díszlettervezők képzeletére hagyatkozni. A filmben használt gép festését egy amarillói (Texas) épületben készítették, ami régi gépek átalakítására specializálódott más légitársaságok számára. Az Air Force One általában két átalakított Boeing 747-200-as egyike. Hogy a filmvásznon megjelenítsék, az alkotók kibéreltek és átfestettek egy Boeing 747-146-ost, ami a Japan Airlines tulajdonát képezte (a társaság az American International Airways, röviden: AIA teherszállító vállalattól tett rá szert). A festési munkálatok 300 ezer dollárt emésztettek fel. A 747-es pilótája Paul Bishop volt a filmben, aki az AIA-től állt a filmesek rendelkezésére. A valódi Air Force One-ok közül egyik sem rendelkezik a filmben látható mentőkabinnal; erre Clinton elnök is rámutatott. A légi üzemanyag-utántöltéskor a pilótafülke ablaka alatt jól látható, úgymond „dudor” képződik, ami azonban a filmhez használt 747-esnél nem jelentkezik. A zárójelenethez az MC-130-as repülőre ténylegesen ráerősítettek egy kábelt, azonban a 747-es való kapcsolódása speciális effekt. Mikor egy bábuval tesztelték a kötelet, a 747-es lökéshullámai lesodorták róla a kabátot és a nyakkendőt. Hogy ne tegyék ki kockázatnak a gép motorját, az alkotók úgy döntöttek, speciális effektekkel oldják meg az összes olyan felvételt, melyen a kábelen függő emberek láthatók.

### A filmzene
Eredetileg Randy Newmant kérték fel, hogy kísérőzenét szerezzen a filmhez, azonban Petersen szerint az eredmény majdhogynem paródia lett. A rendező a film utómunkálati fázisában utasította el a szerzeményt, mondván, az „túl hangos és pattogós”. Jerry Goldsmith kapta a feladatot, hogy egy sokkalta komorabb és hazafiasabb filmzenét írjon, csupán tizenkét nap leforgása alatt (Joel McNeely asszisztálásával). Az így meglehetős nyomás alatt végzett munkát követően Goldsmith megfogadta, hogy sosem fog ezt követően elvállalni ilyen rövid határidejű megbízást.

## Bemutató
A Sony Pictures (a Columbia Pictures anyacége) csak a film észak-amerikai forgalmazási jogait vette meg, míg hazáján kívül javarészt a Buena Vista International (Touchstone Pictures) terjesztette a produkciót. A Sonynak a bevételeket azonban meg kellett osztania a filmet szintén finanszírozó Beacon Communicationsszel is, így a befolyt összeg 25%-a kerülhetett végül a stúdióhoz, mutatott rá a Los Angeles Times még a bemutató idején.
A filmre az Amerikai Filmszövetség az R, vagyis a 17 éven aluliaknak csak felnőtt kísérettel engedélyezett korhatár-kategóriát szabta ki. A forgalmazó fellebbezett a kedvezőbb PG-13-as besorolásért, azonban kérelmüket elutasították.
Harrison Ford személyesen is részt vett a film egy tokiói vetítésén 1997 november elején, egy héttel a hivatalos japán premier előtt.

### Kritikai fogadtatás
A nagyköltségvetésű, nyári közönségfilm túlnyomó részt kedvező kritikákkal szembesült. A Rotten Tomatoes oldalán összegyűjtött 50 vélemény 78%-a számol be pozitívan Az elnök különgépéről. Legnagyobb előnyeként többen is Ford erős jelenlétét nevezték meg. Kenneth Turan, a Los Angeles Times kritikusa szerint a film „Fordot a legjobb formájában prezentálja, s feszülten tart minket az elejétől a végéig.” „Nem semmi fickó”, írja Philip Wutch a Dallas Morning Newsban a színész által játszott karakterről. Az Egyesült Államok elnökét megtestesítve, Ford „képes felérni a nyár legélvezetesebb speciális effektusaihoz” – véli Janes Maslin a The New York Times hasábjain. Azonban nem egy újságíró cikkében jelent meg az „abszurd” szó a film cselekményével összefüggésben. Az USA Today leszögezi: „Csak a rend kedvéért, a legtöbb dolog, ami Az elnök különgépében történik, nem történhetne meg.” Stephen Hunter a Washington Posttól az alaptörténetet szintén nevetségesnek találta, s egyes cselekményelemekről úgy vélte, „helytállnak a vásznon, de a minimális agymunkával is hadilábon állnak.” A filmet az Amerikai Filmakadémia két kategóriában jelölte az 1998-as díjátadóján, azonban végül sem a vágásért, sem a hangeffektekért nem jutalmazták; mindkét kategóriában a 11 Oscart besöprő Titanic győzedelmeskedett. A populárisabb MTV Movie Awardson szintén két eséllyel szerepelt Az elnök különgépe, ám hasonlóképpen, végül sem a legjobb harcjelenet, sem a legjobb gonosztevő díját nem kapta meg.
Az USA akkori elnöke, Bill Clinton elismerően szólt Az elnök különgépéről. A Los Angeles Times 1997. július 28-i száma szerint Clinton a két nappal korábbi repülőútja során vele utazó riportereknek azt mondta, szerinte „nagyon jól megcsinált” film, s nem értett egyet azokkal a kritikusokkal, akik abszurdnak vélték az történetét. Az elnök jelezte azt is, hogy jelen volt, mikor Harrison Ford megkísérelte rávenni Glenn Close-t, hogy játssza el az alelnököt a filmben. „Mondtam neki [Close-nak], hogy élnie kell az ajánlattal, mert biztos jó lesz benne. Nagyon jó is volt.”
Gary Oldman, aki filmben a főgonoszt alakítja, egy 1998 nyarán, a BBC Hardtalk című műsorában adott interjújában több közelmúltbeli filmjéről, így Az elnök különgépéről is fanyalgóan beszélt, mondván „nélkülözte a realizmust”. A színész kifejtette, hogy ekkor már egy éve – a Lost in Space – Elveszve az űrben óta – nem forgatott, mivel elveszettnek érezte azt a tüzet, ami színészetét táplálta. Elmondása szerint a színésznek az a célja, hogy „elégedett legyen, de talán nem is tudunk azok lenni, hogy ezáltal tovább folytassuk.” Oldman legközelebb csak 2000-ben, A manipulátor című alkotásban tűnt fel a vásznon.

### Box office
Az elnök különgépe 1997. július 25-én került az észak-amerikai mozikba; első hétvégéjén 37,1 millió dolláros bevételt ért el, ami akkoriban a legmagasabb nyitást jelentette az R korhatáros filmek sorában; e kiemeltséget három évig tartotta meg. Harrison Ford pályafutásában az Indiana Jones és a kristálykoponya királysága 2008-as bemutatójáig számított a legerősebb startnak. A siker hozzájárult a forgalmazó Sony 1997-es szárnyalásához, hiszen 800 millió dollár fölé növelte a stúdió a Men in Black – Sötét zsaruk és az Álljon meg a nászmenet! által is jelentős mértékben megtámogatott éves bevételét, ami az egy évvel korábbi adatnál több mint kétszer magasabb volt ezen a ponton. Az első három nap kiugró teljesítményében meglepőként aposztrofálták a 35 év fölötti nézők faktorát, amely magas arányt mutatott. A Hollywood Reporter megfigyelése szerint az átlagos sikerfilmek túlnyomó részt fiatal közönséget vonzanak, míg Az elnök különgépe esetében csak alig több mint felét tették ki a jegyet váltóknak. A második hétvégéjén a film tovább őrizte vezető pozícióját – tíz nap után már több mint 80 millió dollárt keresve –, s második helyre kényszerítette a New Line újként belépő Spawn című képregény-adaptációját. Elemzők szerint Az elnök különgépe sikere „jól mutatja, hogy Harrison Ford valóban az egyik legbiztosabb ember, ha sikerre akarsz vinni egy filmet.” A harmadik héten, csak másfél millió dolláros különbséggel ugyan, de a Warner Összeesküvés-elmélete megfosztotta a dobogó legfelső fokától. Augusztus végére a Sony 1997-es bevétele átlépte az egymilliárd dollárt, amihez ezen a ponton a stúdió évi második legnagyobb sikereként Az elnök különgépe 154 millió dollárral járult hozzá. A film egyúttal a nyár harmadik legnagyobb bevételt elért produkciójává avanzsált a Men in Black – Sötét zsaruk és Az elveszett világ mögött. Összesen 173 millió dollárt gyűjtött Észak-Amerikában, s további 142 millió dollárnak megfelelő bevételt ért el a világ többi részén – a globális eredménye így meghaladja a 315 millió dollárt.

### Lakossági forgalmazás
A Columbia TriStar Home Video 1998. február 10-én jelentette meg a filmet videókazettán és DVD-n. A Hollywood Reporter február 19-i jelentése szerint a film 65 millió dollárt keresett az eladásokból és kölcsönzésekből csak az első héten. Paul Culberg, a Columbia Tristar Home Video vezetője elmondta a lapnak, hogy „megdöbbent és megörült” az eredményeket látva, s hozzátette, hogy ebből az összegből jelentős százalékot tesz ki a DVD-kölcsönzés és -eladás, ami „egy fontos fegyvertény a DVD-nek” (lévén a DVD 1998-ban még feltörekvő, új formátumként volt jelen). A kölcsönzési listát további három hétig vezette, s ezalatt 35 millió, összesen pedig 77,7 millió dollárt gyűjtött. 1998-ban a harmadik legkeresettebb cím lett a tékákban, a többszörös díjnyertes Good Will Hunting és Lesz ez még így se című filmek mögött. Az elnök különgépéhez fűződik továbbá az első 100 000 eladott példányt számláló DVD-kiadvány címe is, amit 11 hónap alatt ért el.